# Lars Christensen
Lars Christensen (6. dubna 1884 Sandefjord – 10. prosince 1965 New York) byl norský majitel lodí a velrybářský velmož. Také byl filantropem a zajímal se o průzkum Antarktidy, na kterou uskutečnil 9 výprav, z nichž se čtyř zúčastnil.

## Život
Lars Christensen se narodil v obci Sandefjord v norském regionu Vestfold. Byl nejmladším synem v bohaté rodině a od svého otce Christena Christensena (1845–1923) zdědil velrybářskou flotilu. Po ukončení střední školy roku 1899 absolvoval výcvik v Německu a v Newcastlu, následně nastoupil na obchodní školu v Kristianii (dnešní Oslo). Svou kariéru majitele lodí zahájil roku 1906. Roku 1909 se začal zajímat o velrybářský průmysl a řídil několik společností, jako například Framnæs Mekaniske Værksted, AS Thor Dahl, AS Odd, AS Ørnen, AS Thorsholm and Bryde og Dahls Hvalfangstselskap.
Od roku 1909 byl dánským konzulem v Sandefjordu. O rok později, v roce 1910 se oženil s Ingrid Dahlovou (1891–1976), dcerou velkoprodejce a majitele lodí Thora Dahla (1862–1920). Po jeho smrti, ve dvacátých letech 20. století, získal Lars velkou část jeho společností.
Roku 1912 si nechal Lars postavit loď Endurance, kterou chtěl využít pro turistické polární cesty na lov ledních medvědů. Když mu jeho plán nevyšel, prodal loď siru Ernestu Shackletonovi, který s ní plul na své slavné neúspěšné plavbě roku 1914 s cílem překonat napříč Antarktidu od Weddellova moře přes jižní pól k Rossovu moři.
Christensen měl hluboký zájem o Antarktidu, zvláště o její faunu. Také se zajímal o geografické objevy a kapitánům svých lodí dával velkou volnost, aby bylo zmapováno co nejvíce geografických poznatků o Antarktidě. Financoval několik výprav specificky věnovaných průzkumu antarktického kontinentu a jeho vod a podílel se na některých z nich sám, dokonce s sebou na výpravu v letech 1936–1937 přivedl svou manželku Ingrid. Byl mezi prvními, kdo používal letecké průzkumy s hydroplány k mapování pobřeží východní Antarktidy, přičemž zvládl zmapovat území od Weddellova moře až k Shackletonovu šelfovému ledovci, soustředil se hodně na Bouvetův ostrov a region od Enderbyho země až po Coatsovu zemi. Z hydroplánu využívaného na expedici mezi lety 1936 a 1937 vytvořili členové výpravy dohromady 2200 šikmých leteckých snímků, které mapovaly území o rozloze 6250 km2. Ingrid Christensenová se stala první ženou, která přeletěla přes Antarktidu.
1. prosince 1927, jako vůdce jedné ze svých výprav, přistál Lars na Bouvetově ostrově a nárokoval ho pro Norsku. Dříve si ho nárokovali Britové, ale později ho uznali za norské území.
Při výpravách mezi lety 1927 až 1937 Christensenův tým prozkoumal značnou část území Země královny Maud a Země Mac. Robertsona. Díky svým výpravám bylo na Antarktidě pojmenován několik geografických útvarů právě po Larsu Christensenovi a jeho ženě. Těmito útvary jsou sopka Lars Christensentoppen, pobřeží Larse Christensena, pobřeží Ingrid Christensenové a ostrov Larse Christensena, na kterém byla ruská stanice Sojuz.
Během 2. světové války působil Lars jako finanční poradce na Královském velvyslanectví Norska ve Washingtonu, D.C. a byl členem rady Nortraship Council. Po válce získala jeho společnost AS Thor Dahl znovu postavení ve svém oboru.
Zemřel ve věku 81 let roku 1965 v New Yorku.

## Filantropie
Společně s Ottou Sverdrupem a Oscarem Wistingem zahájil Christensen výpravu, aby získal další slavnou loď, Fram. V roce 1935 byla Fram nainstalován v muzeu, kde nyní stojí; Muzeum Fram v Oslu.
Roku 1917 daroval městu Sandefjord Velrybářské muzeum Sandefjord (Hvalfangstmuseet i Sandefjord). Jednalo se o jedno z prvních specializovaných muzeí velrybářství v Norsku. Během svých cest shromáždil Christensen značný objem literatury, především na téma lovu velryb. Tento materiál byl darován knihovně Sandefjordova muzea během 20. a 30. let 20. století. Christensen také poskytl finanční prostředky na další rozšíření knihovny velrybářského muzea, na které dohlížel lodní makléř a konzultant Bjarne Aagaard (1873–1956), jehož rozsáhlá sbírka knih také představovala hlavní doplněk knihovny.
Roku 1960 byl odhalen Památník velryb (Hvalfangstmonumentet). Rotující bronzová pamětní socha se nachází u přístavu na konci Jernbanealleenu v Sandefjordu. Pomník vytvořil norský sochař Knut Steen. Náklady spojené s návrhem a konstrukcí sochy byly věnovány městu Larsem Christensenem.
V roce 1962 Christensen financoval náklady na výstavbu Olafské kaple (Olavskapellet) v Sandefjordu. Venku před budovou je reliéf svatého Olava od sochaře Ragnhilda Butenschøna. Rám kolem vstupních dveří ukazuje biblické motivy navržené Finnem Henrikem Bodvinem. Obraz oltáře namaloval Hugo Lous Mohr.

## Vyznamenání
Christrensen byl vyznamenám jako velitel Vasovského řádu. V roce 1917 byl jmenován velitelem řádu Dannebrog. Byl pasován rytířem řádu svatého Olafa v roce 1931 a v roce 1944 obdržel Velitelský kříž s hvězdou Řádu sv. Olafa. Z akademických vyznamenání získal Christensen čestný doktorát na Univerzitě sv. Olafa.